# Распитие спиртных напитков

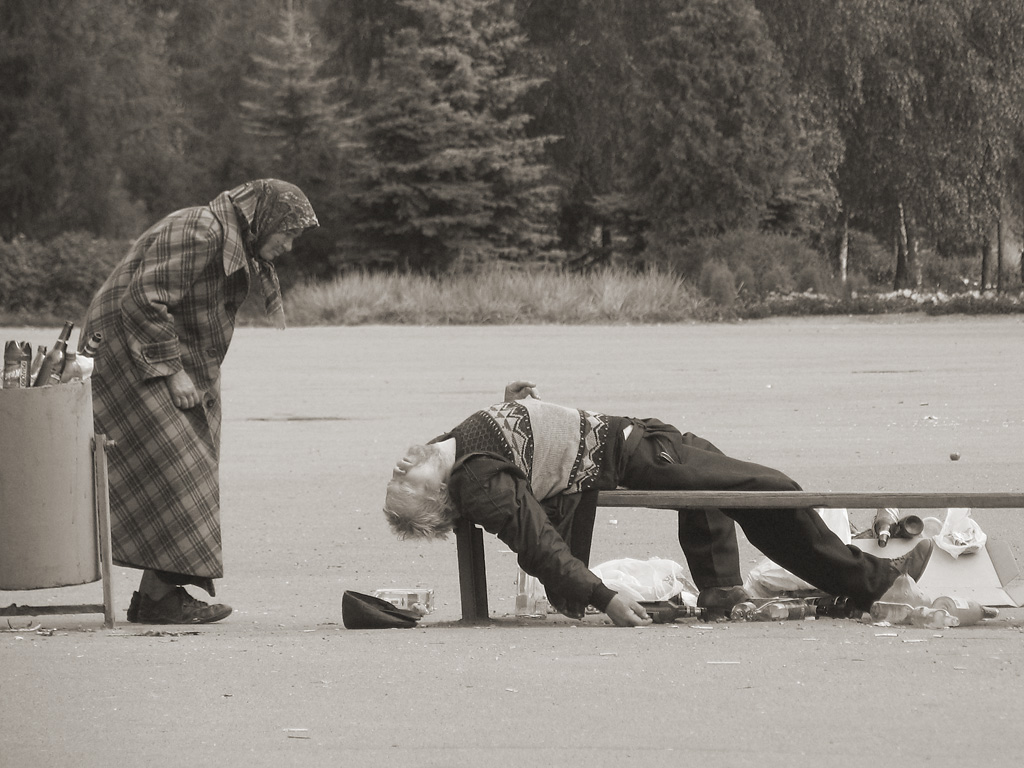
Последствия злоупотребления

Распи́тие спиртны́х напи́тков — процесс одиночного или совместного употребления спиртных напитков с приобретением той или иной степени опьянения.

## Социокультурный аспект
Процесс употребления спиртных напитков представляет собой социальное явление, достойное изучения, вокруг него формируются многолетние традиции и негласные правила.
Процесс выпивки подробно описывается во многих литературных произведениях («Москва — Петушки»), показывается в фильмах («Ирония судьбы, или С лёгким паром!»).
Во многих культурах алкоголь используется как средство для изменения состояния сознания, в частности, для получения и генерации творческих идей, снятия стресса.

## Юридический аспект

### В России
Употребление спиртных напитков на рабочем месте согласно российскому трудовому законодательству представляет собой дисциплинарное правонарушение, за которое можно уволить работника. Употребление спиртных напитков военнослужащим при исполнении служебных обязанностей также является грубым дисциплинарным нарушением, наказывается содержанием на гауптвахте.
Употребление спиртных напитков (от 0,5 % содержания этилового спирта) в общественных местах является административным правонарушением, которое наказывается штрафом. Пиво запрещено пить в общественном транспорте (городского и пригородного сообщения), на стадионах, детских площадках, во дворах и подъездах и в некоторых других местах (статья КоАП 20.20).
Употребление спиртных напитков лицами до 18 лет в общественных местах также является административным правонарушением (статья 20.22).
Наказывается также вовлечение несовершеннолетнего в систематическое употребление спиртных напитков (статья 151 УК РФ).

### В исламе
В исламе употребление вина в любом количестве строго запрещено (Коран, 5:90). Большинство правовых школ считает, что под «вином» следует понимать любой алкоголь, однако некоторые отдельные мыслители (в основном ханафиты) интерпретируют этот запрет иначе: они считают, что нельзя пить алкоголь, сделанный из фиников или винограда.

### В христианстве
В православии, католицизме, лютеранстве и англиканстве умеренное употребление алкогольных напитков разрешено.